# فردسدورف
فردسدورف (به آلمانی: Fredesdorf) یک شهر در آلمان است که در زگه‌برگ واقع شده‌است. فردسدورف ۳۸۰ نفر جمعیت دارد.